# チーロ・インモービレ
チーロ・インモービレ（Ciro Immobile, イタリア語発音: [ˈtʃiro imˈmɔbile]; 1990年2月20日 - ）は、イタリア・カンパニア州ナポリ県トッレ・アンヌンツィアータ出身のサッカー選手。ボローニャFC所属。イタリア代表。ポジションはFW。

## クラブ経歴

### ユース
2002年からソレント・カルチョの下部組織に所属し、2008年6月にユヴェントスの下部組織へ移籍。ユヴェントスのプリマヴェーラ時代には、トルネオ・ディ・ヴィアレッジョ2009で準決勝、決勝と2試合連続ドッピエッタを記録し、チームを4年ぶりの優勝に導いた。続く、2010年に行われた同大会でも、決勝戦のエンポリ戦で上げたトリプレッタを含む10ゴールをあげるなど大会連覇に貢献し、得点王と共に同大会の最優秀選手に選ばれた。

### ユヴェントス
2009年3月14日、ボローニャ戦にてアレッサンドロ・デル・ピエロと交代で途中出場し、19歳でセリエAデビューを果たした。
2009年11月25日、チャンピオンズリーグのボルドー戦ではリードされている68分に途中出場し、UCLデビューを飾った。

#### シエーナとグロッセートへのローン
2010年7月1日、チームメイトのルカ・マッローネと共にセリエBのシエーナへローン移籍が発表された。シエナでは出場機会に恵まれず、1月には同じセリエBのグロッセートへローン移籍した。

#### ペスカーラへのローン
2011年8月17日、セリエBのペスカーラへのローン移籍が発表された。8月26日、ペスカーラのデビューとなったヴェローナとのリーグ初戦にクラブ初ゴールを決めた。
ペスカーラではレギュラーポジションを確保し、ゴールを量産。得点ランキング2位のマルコ・サウより7ゴール多い28ゴールでセリエB得点王に輝き、ペスカーラのセリエA昇格に貢献した。また、チームメイトのロレンツォ・インシーニェ、マルコ・ヴェッラッティと共に、セリエBの最優秀選手に選ばれた。

### ジェノア
2012年7月1日、ぺスカーラとのレンタル契約満了の後、2012年1月に400万ユーロで共同保有権を獲得していたジェノアでプレーした。

### トリノ
2013年7月12日、ユヴェントスがジェノアから保有権を275万ユーロで買い戻し、トリノへ共同保有で移籍した。コッパ・イタリア1回戦で古巣のペスカーラと対戦し、トリノデビューし、シーズン初ゴールを決めた。セリエA開幕からゴールを量産、2014年3月22日のリヴォルノ戦でキャリア初のハットトリックを成し遂げるなど、22ゴールを決め、自身初のセリエA得点王となった。

### ボルシア・ドルトムント

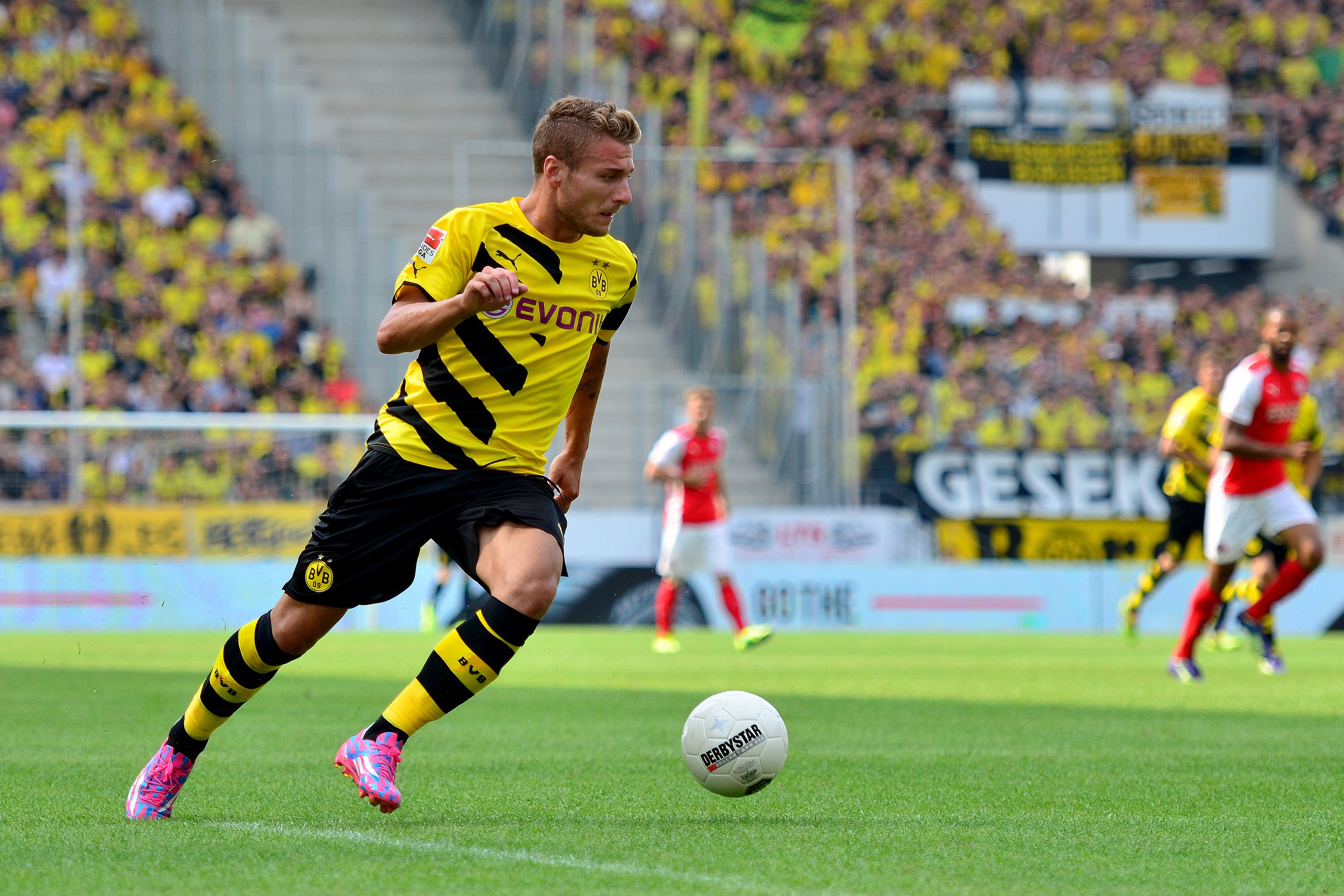
ドルトムントでプレイするインモービレ (2014年7月)

2014年6月2日、ブンデスリーガのボルシア・ドルトムントへの移籍が決定。8月23日、レヴァークーゼン戦でブンデスリーガデビューを果たす。
入れ替わりでバイエルン・ミュンヘンへ移籍したロベルト・レヴァンドフスキの穴埋めを期待されるも、CFにコンバートされたピエール＝エメリク・オーバメヤンの台頭や、マルコ・ロイス、ヘンリク・ムヒタリアン、香川真司らファンタスティック4からレギュラーポジションを奪うまでには至らず、最終的にはリーグ戦24試合3得点という結果に終わった。

### セビージャ
2015年7月12日、セビージャFCへ1年間のローン移籍が発表された。2015スーパーカップでは、後半80分にケヴィン・ガメイロに代わってセビージャデビューすると、イェウヘン・コノプリャーンカへの同点アシストを記録するも、チームは延長戦の末、バルセロナに敗れた。11月8日、レアル・マドリード戦で同点ゴールを決め、移籍後初得点を記録した。11月、5試合出場したことによる買い取り義務によりセビージャへ完全移籍した。

#### トリノへのローン
2016年1月14日、古巣トリノFCへローン移籍した。復帰デビューから2日後、フロジノーネ戦で先制点を挙げた。

### ラツィオ

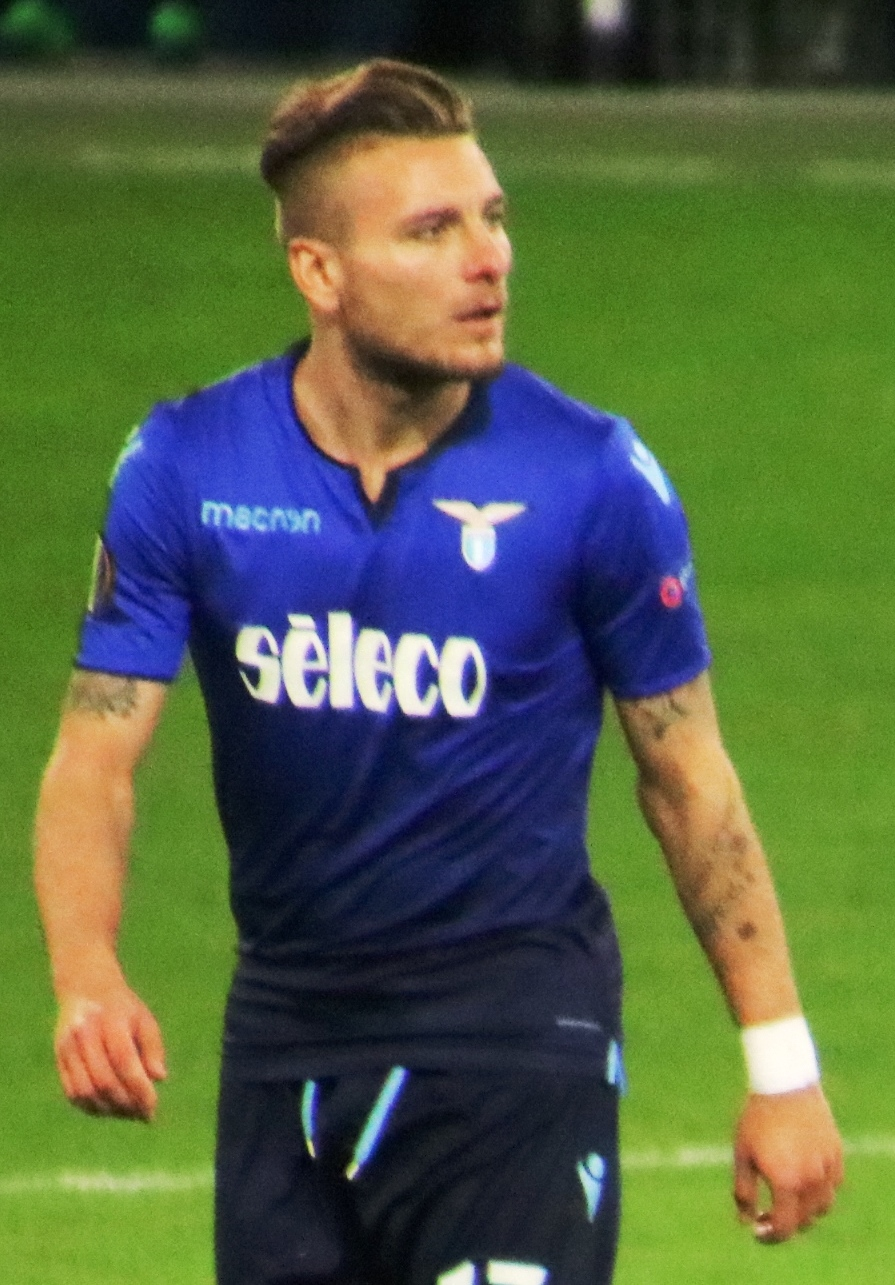
ラツィオでのインモービレ (2018年)

2016年7月27日、移籍金875万ユーロで、ラツィオへの完全移籍が決定した。2016-17シーズン、開幕戦でゴールを決めるなど、セリエAでシーズン中36試合で23ゴールを決める活躍を見せた 。
2017-18シーズン、年8月13日、スーペルコッパ・イタリアーナではユヴェントス相手に2ゴールを決め優勝に貢献。3節のミラン戦ではハットトリックを決めた。2018年1月SPAL戦では4ゴールを決めた。また、ヨーロッパリーグラウンド32のブカレスト戦でもハットトリックを決めた。33試合で29ゴールを挙げ、マウロ・イカルディと共に、セリエA得点王になった。
2019-20シーズン、11月3日のミラン戦でラツィオでの100ゴールを達成した。2020年1月11日、第19節のナポリ戦で決勝ゴールを決め、早くも20ゴール台に乗せ、欧州5大リーグ最速で20ゴールを達成した。2020年1月18日サンプドリア戦ではハットトリックを決め20節終了時点でリーグ戦23ゴールとした。第25節のジェノア戦でゴールを決め、25試合27ゴールとし、元アルゼンチン代表FWのアントニオ・アンヘリージョがインテル所属時の1958-59シーズンに記録して以来61年振りの好成績となった。7月26日、第36節のエラス・ヴェローナ戦でハットトリックを達成、シーズンの得点を34とし、これまでルカ・トーニが持っていたイタリア人選手としての年間最多ゴール数を更新した。またこの試合における2ゴール目で、リーグ戦におけるラツィオでの通算100ゴールも達成した。最終節のナポリ戦でもゴールを決め、リーグ戦でのゴール数を36ゴールとし、過去にゴンサロ・イグアインが記録したセリエAの最多得点記録に並んだ。自身3度目のセリエA得点王を獲得すると共に、欧州最多得点者に送られるゴールデンシューを受賞した。
2021年4月のベネヴェント戦でセリエA通算150得点目のゴールを決めた。2021-22シーズン、31試合で27ゴールを挙げて4度目のリーグ得点王のタイトルを獲得した。

### ベシクタシュ
2024年7月13日、ベシクタシュJKに移籍。2年契約を締結し、600万ユーロの年俸を受け取るとされた。

### ボローニャ
2025年7月10日、ボローニャFCへ完全移籍。

## 代表経歴

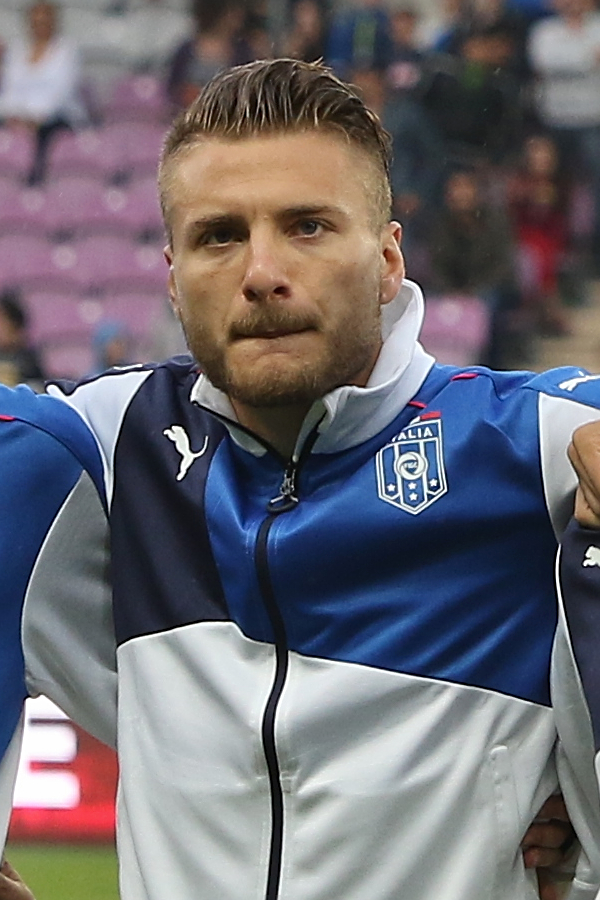
イタリア代表でのインモービレ (2015年)

2014年3月5日のスペインとの親善試合でイタリア代表デビュー。同年に開催されたFIFAワールドカップにも出場、同年9月4日のオランダとの親善試合で代表初得点を挙げた。
2016年のUEFA EURO 2016の23人のメンバーに選出された。
2021年6月、UEFA EURO 2020参加メンバーに選出。開幕戦のトルコ戦で大会第1点目（オウンゴール除く）のゴール、第2戦のスイス戦でも1ゴールを挙げるなど、チームの主力として優勝に貢献した。

## 個人成績

### クラブ
2022-23シーズン終了時点
| クラブ       | シーズン     | リーグ         | リーグ戦 | リーグ戦 | カップ戦 | カップ戦 | 国際大会 | 国際大会 | その他 | その他 | 合計 | 合計 |
| クラブ       | シーズン     | リーグ         | 出場     | 得点     | 出場     | 得点     | 出場     | 得点     | 出場   | 得点   | 出場 | 得点 |
| ------------ | ------------ | -------------- | -------- | -------- | -------- | -------- | -------- | -------- | ------ | ------ | ---- | ---- |
| ユヴェントス | 2008–09      | セリエA        | 1        | 0        | 0        | 0        | 0        | 0        | -      | -      | 1    | 0    |
| ユヴェントス | 2009–10      | セリエA        | 2        | 0        | 1        | 0        | 1        | 0        | -      | -      | 4    | 0    |
| ユヴェントス | 通算         | 通算           | 3        | 0        | 1        | 0        | 1        | 0        | 0      | 0      | 5    | 0    |
| シエーナ     | 2010–11      | セリエB        | 4        | 1        | 2        | 1        | -        | -        | 0      | 0      | 6    | 2    |
| シエーナ     | 通算         | 通算           | 4        | 1        | 2        | 1        | -        | -        | 0      | 0      | 6    | 2    |
| グロッセート | 2010–11      | セリエB        | 16       | 1        | 0        | 0        | -        | -        | 0      | 0      | 16   | 1    |
| グロッセート | 通算         | 通算           | 16       | 1        | 0        | 0        | -        | -        | 0      | 0      | 16   | 1    |
| ペスカーラ   | 2011–12      | セリエB        | 37       | 28       | 0        | 0        | -        | -        | 0      | 0      | 37   | 28   |
| ペスカーラ   | 通算         | 通算           | 37       | 28       | 0        | 0        | -        | -        | 0      | 0      | 37   | 28   |
| ジェノア     | 2012–13      | セリエA        | 33       | 5        | 1        | 0        | -        | -        | 0      | 0      | 34   | 5    |
| ジェノア     | 通算         | 通算           | 33       | 5        | 1        | 0        | -        | -        | 0      | 0      | 34   | 5    |
| トリノ       | 2013–14      | セリエA        | 33       | 22       | 1        | 1        | -        | -        | 0      | 0      | 34   | 23   |
| トリノ       | 通算         | 通算           | 33       | 22       | 1        | 1        | -        | -        | 0      | 0      | 34   | 23   |
| ドルトムント | 2014–15      | ブンデスリーガ | 24       | 3        | 3        | 3        | 6        | 4        | 1      | 0      | 34   | 10   |
| ドルトムント | 通算         | 通算           | 24       | 3        | 3        | 3        | 6        | 4        | 1      | 0      | 34   | 10   |
| セビージャ   | 2015–16      | プリメーラ     | 8        | 2        | 3        | 2        | 3        | 0        | 1      | 0      | 15   | 4    |
| セビージャ   | 通算         | 通算           | 8        | 2        | 3        | 2        | 3        | 0        | 1      | 0      | 15   | 4    |
| トリノ       | 2015–16      | セリエA        | 14       | 5        | 0        | 0        | -        | -        | 0      | 0      | 14   | 5    |
| トリノ       | 通算         | 通算           | 14       | 5        | 0        | 0        | -        | -        | 0      | 0      | 14   | 5    |
| ラツィオ     | 2016–17      | セリエA        | 36       | 23       | 5        | 3        | -        | -        | 0      | 0      | 41   | 26   |
| ラツィオ     | 2017–18      | セリエA        | 33       | 29       | 4        | 2        | 9        | 8        | 1      | 2      | 47   | 41   |
| ラツィオ     | 2018–19      | セリエA        | 36       | 15       | 5        | 3        | 5        | 1        | 0      | 0      | 46   | 19   |
| ラツィオ     | 2019–20      | セリエA        | 37       | 36       | 2        | 1        | 4        | 2        | 1      | 0      | 44   | 39   |
| ラツィオ     | 2020-21      | セリエA        | 35       | 20       | 1        | 0        | 5        | 5        | 0      | 0      | 41   | 25   |
| ラツィオ     | 2021-22      | セリエA        | 31       | 27       | 2        | 1        | 7        | 4        | -      | -      | 40   | 32   |
| ラツィオ     | 2022-23      | セリエA        | 31       | 12       | 1        | 0        | 6        | 2        | -      | -      | 38   | 14   |
| ラツィオ     | 通算         | 通算           | 239      | 162      | 20       | 10       | 36       | 22       | 2      | 2      | 295  | 196  |
| キャリア通算 | キャリア通算 | キャリア通算   | 411      | 229      | 31       | 17       | 46       | 26       | 4      | 2      | 492  | 274  |

## 代表歴

### 出場大会
- イタリア代表
  - 2014 FIFAワールドカップ

### 試合数
2023年9月9日現在
- 国際Aマッチ 57試合 17得点（2014年 - ）[24]

| イタリア代表 | 国際Aマッチ | 国際Aマッチ |
| 年           | 出場        | 得点        |
| ------------ | ----------- | ----------- |
| 2014         | 9           | 1           |
| 2015         | 3           | 0           |
| 2016         | 8           | 4           |
| 2017         | 10          | 2           |
| 2018         | 5           | 0           |
| 2019         | 4           | 3           |
| 2020         | 3           | 0           |
| 2021         | 12          | 5           |
| 2022         | 1           | 0           |
| 2023         | 2           | 2           |
| 通算         | 57          | 17          |

### 得点
| No. | 開催日         | 会場                                           | 対戦国             | 得点 | 結果 | 試合概要                                |
| --- | -------------- | ---------------------------------------------- | ------------------ | ---- | ---- | --------------------------------------- |
| 1   | 2014年9月4日   | スタディオ・サン・ニコラ                       | オランダ           | 1–0  | 2–0  | 親善試合                                |
| 2   | 2016年9月5日   | サミー・オフェル・スタジアム                   | イスラエル         | 3–1  | 3–1  | 2018 FIFAワールドカップ・ヨーロッパ予選 |
| 3   | 2016年10月9日  | ピリッポス2世アレナ                            | マケドニア         | 2–2  | 3–2  | 2018 FIFAワールドカップ・ヨーロッパ予選 |
| 4   | 2016年10月9日  | ピリッポス2世アレナ                            | マケドニア         | 3–2  | 3–2  | 2018 FIFAワールドカップ・ヨーロッパ予選 |
| 5   | 2016年11月12日 | ラインパーク・シュタディオン                   | リヒテンシュタイン | 2–0  | 4–0  | 2018 FIFAワールドカップ・ヨーロッパ予選 |
| 6   | 2017年3月24日  | スタディオ・レンツォ・バルベラ                 | アルバニア         | 2–0  | 2–0  | 2018 FIFAワールドカップ・ヨーロッパ予選 |
| 7   | 2017年9月5日   | マペイ・スタジアム＝チッタ・デル・トリコローレ | イスラエル         | 1–0  | 1–0  | 2018 FIFAワールドカップ・ヨーロッパ予選 |
| 8   | 2019年9月8日   | タンペレーン・スタディオン                     | フィンランド       | 1–0  | 2–1  | UEFA EURO 2020予選                      |
| 9   | 2019年11月18日 | スタディオ・レンツォ・バルベラ                 | アルメニア         | 1–0  | 9–1  | UEFA EURO 2020予選                      |
| 10  | 2019年11月18日 | スタディオ・レンツォ・バルベラ                 | アルメニア         | 4–0  | 9–1  | UEFA EURO 2020予選                      |
| 11  | 2021年3月25日  | スタディオ・エンニオ・タルディーニ             | 北アイルランド     | 2–0  | 2–0  | 2022 FIFAワールドカップ・ヨーロッパ予選 |
| 12  | 2021年3月31日  | LFFスタディオナス                              | リトアニア         | 2–0  | 2–0  | 2022 FIFAワールドカップ・ヨーロッパ予選 |
| 13  | 2021年6月4日   | スタディオ・レナート・ダッラーラ               | チェコ             | 1–0  | 4–0  | 親善試合                                |
| 14  | 2021年6月11日  | スタディオ・オリンピコ・ディ・ローマ           | トルコ             | 2–0  | 3–0  | UEFA EURO 2020                          |
| 15  | 2021年6月16日  | スタディオ・オリンピコ・ディ・ローマ           | スイス             | 3–0  | 3–0  | UEFA EURO 2020                          |

## タイトル

### クラブ
ユヴェントス (ユース)
- トルネオ・ディ・ヴィアレッジョ : 2回 (2009, 2010)

ペスカーラ
- セリエB : 1回 (2011-12)

ボルシア・ドルトムント
- DFLスーパーカップ : 1回 (2014)

ラツィオ
- スーペルコッパ・イタリアーナ : 1回 (2017, 2019)
- コッパ・イタリア : 1回 (2018-19)

### 代表
- UEFA欧州選手権 : 1回（2020）

### 個人
- 得点王（トルネオ・ディ・ヴィアレッジョ）: 2010
- 最優秀選手（トルネオ・ディ・ヴィアレッジョ）: 2010
- セリエB得点王 : 2011-12
- セリエA得点王 : 2013-14, 2017-18, 2019-20, 2021-22
- UEFAヨーロッパリーグ得点王 : 2017-18
- セリエA年間最優秀FW賞 : 2019-20
- セリエA月間最優秀選手賞 : 2019年10月
- ヨーロッパ・ゴールデンシュー : 2019-20